# Joe Sydow
Ekkehart „Joe“ Sydow (* 22. Februar 1926 in Oberhof; † 3. Januar 2018 in Hamburg) war ein deutscher Jazzbassist.

## Leben und Wirken
Sydow, der ursprünglich Arzt oder Pilot werden wollte, gehörte als Bassist 1949/51 zum Orchester von Kurt Edelhagen und machte bereits damals mit der Edelhagen-Band zahlreiche Schallplattenaufnahmen. 1951 arbeitete er beim Rundfunkorchester des NWDR. Als Nachfolger von Bob Carter engagierte ihn Edelhagen um 1963 wieder für sein Orchester, wo er bis Ende 1966 blieb. Mit der Edelhagen-Band tourte er durch mehrere Länder – so 1964 durch die Sowjetunion und 1966 durch Nordafrika – und spielte auf zahlreichen europäischen Jazz-Festivals. Dann holte ihn Franz Thon ins NDR-Tanzorchester als Nachfolger des Bassisten Hans Last. Weiter spielte er in den Bands von Bora Roković, Milo Pavlović und Günter Fuhlisch, mit den Hamburg Oldtime All-Stars, mit Meyers Dampfkapelle, mit Ladi Geisler und in den letzten Jahren mit den Mountain Village Jazzmen. Mit Helmut Weglinski schrieb er den Titel „Antik“ (1962). 2001 spielte er als Gast mit den European Jazz Giants.
Sydow war im Bereich des Jazz an 39 Aufnahmen zwischen 1948 und 1983 beteiligt. Er trat auch in dem Spielfilm Schenk mir dein Herz (2010) auf.